# Syntormon bicolorellum
Syntormon bicolorellum är en tvåvingeart som först beskrevs av Zetterstedt 1843.  Syntormon bicolorellum ingår i släktet Syntormon och familjen styltflugor. Arten är reproducerande i Sverige. Inga underarter finns listade i Catalogue of Life.